# 862 (numero)
Ottocentosessantadue (862) è il numero naturale dopo l'861 e prima dell'863.

## Proprietà matematiche
- È un numero pari.
- È un numero composto con 4 divisori: 1, 2, 431, 862. Poiché la somma dei suoi divisori (escluso il numero stesso) è 444 < 862, è un numero difettivo.
- È un numero semiprimo.
- È un numero poligonale centrale.
- È un numero congruente.
- È un numero odioso.
- È un numero intero privo di quadrati.
- È un numero palindromo e un numero ondulante nel sistema posizionale a base 20 (232) e in quello a base 21 (1K1).
- È parte della terna pitagorica  (862, 185760, 185762).

## Astronomia
- 862 Franzia è un asteroide della fascia principale del sistema solare.
- NGC 862 è un galassia ellittica della costellazione della Fenice.

## Astronautica
- Cosmos 862 è un satellite artificiale russo.